# Kyuukyoku!! Hentai Kamen
Kyuukyoku!! Hentai Kamen (яп. 究極!!変態仮面 кю:кёку хэнтай камэн, «Супер!! Извратная маска») — юмористическая манга Кэйсю Андо, выходившая в еженедельном журнале Shonen Jump с 1992 по 1993 год и состоящая из 52 глав. В манге рассказывается история старшеклассника Кёсукэ Сикидзё, который увлекается кэмпо, но совершенно не способен общаться с девушками и постоянно попадает в глупые ситуации. Спасая свою знакомую Айко Химэно от грабителей, взявших девушку в заложники, Кёсукэ узнает, что способен пробудить в себе невероятную силу. Испорченная генетика, передавшаяся ему от матери, работницы BDSM-клуба, позволила ему использовать на максимуме скрытые возможности организма.